# Sainte-Ramée
Sainte-Ramée är en kommun i departementet Charente-Maritime i regionen Nouvelle-Aquitaine i västra Frankrike. Kommunen ligger  i kantonen Mirambeau som ligger i arrondissementet Jonzac. År 2022 hade Sainte-Ramée 114 invånare.

## Befolkningsutveckling
Antalet invånare i kommunen Sainte-Ramée
Referens:INSEE